# غازي نصر الدين
غازي نصر الدين (13 ديسمبر 1962 -) هو فنزويلي لبناني ولد في بيروت بلبنان. شغل منصب القائم بأعمال سفير فنزويلا في دمشق بسوريا واتهم بمساعدته المنظمة لحزب الله.

## المسيرة المهنية
في عام 2000 بعد فترة وجيزة من وصول هوغو شافيز إلى السلطة هاجر نصر الدين إلى فنزويلا. أنشأ نصر الدين في نهاية المطاف علاقة مع السياسي الفنزويلي الطموح طارق العيسمي. ثم شغل منصب القائم بأعمال سفير فنزويلا في دمشق بسوريا. في عام 2008 تم تعيينه مديرا للجوانب السياسية في السفارة الفنزويلية في لبنان.

## الجدل

### ادعاءات حزب الله
بينما كان نصر الدين يعمل كدبلوماسي فنزويلي في فنزويلا ويقيم اتصالات من خلال مجموعة إسلامية محلية في فنزويلا يقال أن نصر الدين أقام علاقات مع مختلف الكيانات في الشرق الأوسط بما في ذلك منظمة حزب الله. اتهمت حكومة الولايات المتحدة نصر الدين ب«تقديم المشورة لجهات مانحة من حزب الله في جهود جمع التبرعات وقدمت للجهات المانحة معلومات محددة عن الحسابات المصرفية حيث ستوجه ودائع المانحين مباشرة إلى حزب الله» و«اجتمع مع كبار مسؤولي حزب الله في لبنان لمناقشة القضايا التشغيلية فضلا عن تسهيل سفر أعضاء حزب الله من وإلى فنزويلا». شاركت هذه الادعاءات أيضا في شهر يناير 2006 حيث «يسر نصر الدين سفر ممثلين لحزب الله إلى مجلس النواب اللبناني إلى كراكاس لطلب تبرعات لحزب الله وإعلان افتتاح مركز اجتماعي ومكتب في فنزويلا برعاية حزب الله» في وقت لاحق مساعدة سفر المزيد من أعضاء حزب الله إلى إيران. التقى نصر الدين أيضا مع وليد مقلد وهو مهرب فنزويلي للمخدرات يقوم «بأعمال تجارية» معه.
بعد تعيين نيكولاس مادورو في عام 2006 - رئيس فنزويلا في المستقبل - ليصبح وزير خارجية فنزويلا زاد عبء العمل الدبلوماسي الذي قدمه نصر الدين حيث أنه منح تأشيرات فنزويلية متعددة للمواطنين اللبنانيين في عام 2007. في عام 2008 وضعت وزارة الخزانة الأمريكية نصر الدين على القائمة السوداء للإرهاب مستشهدة بمساعدته لحزب الله.